# Шолдер, Джим
Джеймс Шолдер (англ. James Shoulder; род. 11 сентября 1946, Esh Winning, Дарем) — английский футболист и футбольный тренер, защитник.

## Карьера

### Клубная карьера
Во взрослом футболе дебютировал в 1964 году в клубе «Сандерленд», где провёл следующие пять сезонов своей игровой карьеры, выйдя на поле всего три раза.
В 1969 году перешёл в клуб «Скарборо», где в течение следующих четырёх сезонов принял участие в более чём 200 матчах, забив при этом 15 голов. В 1973 году перешёл в «Хартлпул Юнайтед», где и завершил карьеру футболиста в 1975 году.

### Тренерская карьера
В 1976 году стал главным тренером национальной сборной Австралии, сменив на этом посту Брайана Грина, который был обвинён в краже двух пластинок. После неудачной попытки Австралии пройти квалификацию на чемпионат мира по футболу 1978 года в Аргентине, Шолдер был уволен, а на посту тренера его сменил Руди Гутендорф. В 1985 году Шолдер непродолжительное время тренировал сборную Австралии до 20 лет. С 1990 по 2001 год он тренировал сборную Уэльса до 21 года. В 2004 году возглавлял тренерский штаб индонезийского клуба «Уорриорс», а затем некоторое время работал с молодёжным составом клуба «Пахтакор».